# Grănicerul Glodeni
Grănicerul Glodeni (rum. Fotbal Club Grănicerul Glodeni) – mołdawski klub piłkarski, mający siedzibę w mieście Glodeni w północno-zachodniej części kraju.

## Historia
Chronologia nazw:
- 1973: Metalist Glodeni (ros. «Металлист» Глодяны)
- 1976: Grănicerul Glodeni (ros. «Грэничерул» Глодяны)
- 1992: Cristalul Glodeni
- 1993: klub rozwiązano
- 2005: FC Glodeni
- 16.08.2013: Grănicerul Glodeni

Klub piłkarski Metalist Glodeni został założony w miejscowości Glodeni w roku 1973. W 1976 jako Grănicerul Glodeni zespół zdobył trzecie miejsce pierwszej ligi mistrzostw Mołdawskiej SRR. W 1977, 1978 i 1980 znów był trzecim w końcowej klasyfikacji. W 1981 klub zdobył swój pierwszy tytuł mistrzowski. Ten sukces powtórzył w kolejnych trzech sezonach.
Po uzyskaniu niepodległości przez Mołdawię i organizowaniu własnych mistrzostw klub o nazwie Cristalul Glodeni startował w 1992 w rozgrywkach o Puchar Mołdawii. W następnym sezonie 1992/93 ponownie występował w rozgrywkach pucharowych, a potem został rozwiązany.
W 2005 klub został odrodzony jako FC Glodeni. W sezonie 2005/06 zamienił FC Orhei, który został zdyskwalifikowany po 1 kolejce, i startował w Divizia A. Po zajęciu przedostatniej 14.pozycji zespół spadł do Divizia B "Nord". W sezonie 2012/13 zajął ostatnie 9.miejsce w Serii Nord. 16 sierpnia 2013 klub wrócił do nazwy Grănicerul Glodeni, ale znów był ostatnim w Serii Nord (10.miejsce). Dopiero w sezonie 2016/17 zwyciężył w Divizia B "Nord" i zdobył awans do Divizia A. W sezonie 2017 zespół został sklasyfikowany na 3.pozycji.

## Sukcesy

### Trofea międzynarodowe
Nie uczestniczył w rozgrywkach europejskich (stan na 31-12-2017).

### Trofea krajowe
| \| \| Zdobyte trofea w rozgrywkach Mołdawii (stan na: 31-05-2017) \| |                                                             |      |                        |
| Rozgrywki                                                            | Osiągnięcie                                                 | Razy | Sezon(y)               |
| Mistrzostwo                                                          | I miejsce                                                   | 0    |                        |
| Mistrzostwo                                                          | II miejsce                                                  | 0    |                        |
| Mistrzostwo                                                          | III miejsce                                                 | 0    |                        |
| Puchar                                                               | zdobywca                                                    | 0    |                        |
| Puchar                                                               | finalista                                                   | 0    |                        |
| Puchar                                                               | 1/16 finału                                                 | 3    | 1992, 2008/09, 2013/14 |
| II liga                                                              | I miejsce                                                   | 0    |                        |
| II liga                                                              | II miejsce                                                  | 0    |                        |
| II liga                                                              | III miejsce                                                 | 1    | 2017                   |
| Mołdawia                                                             | Zdobyte trofea w rozgrywkach Mołdawii (stan na: 31-05-2017) |      |                        |

- Divizia B "Nord":
  - mistrz (1x): 2016/17
- Mistrzostwa Mołdawskiej SRR:
  - mistrz (4x): 1981, 1982, 1983, 1984
  - 3.miejsce (4x): 1976, 1977, 1978, 1980

## Stadion
Klub rozgrywa swoje mecze domowe na stadionie Centralnym w Glodeni, który może pomieścić 4000 widzów.